# Brúixola de mà

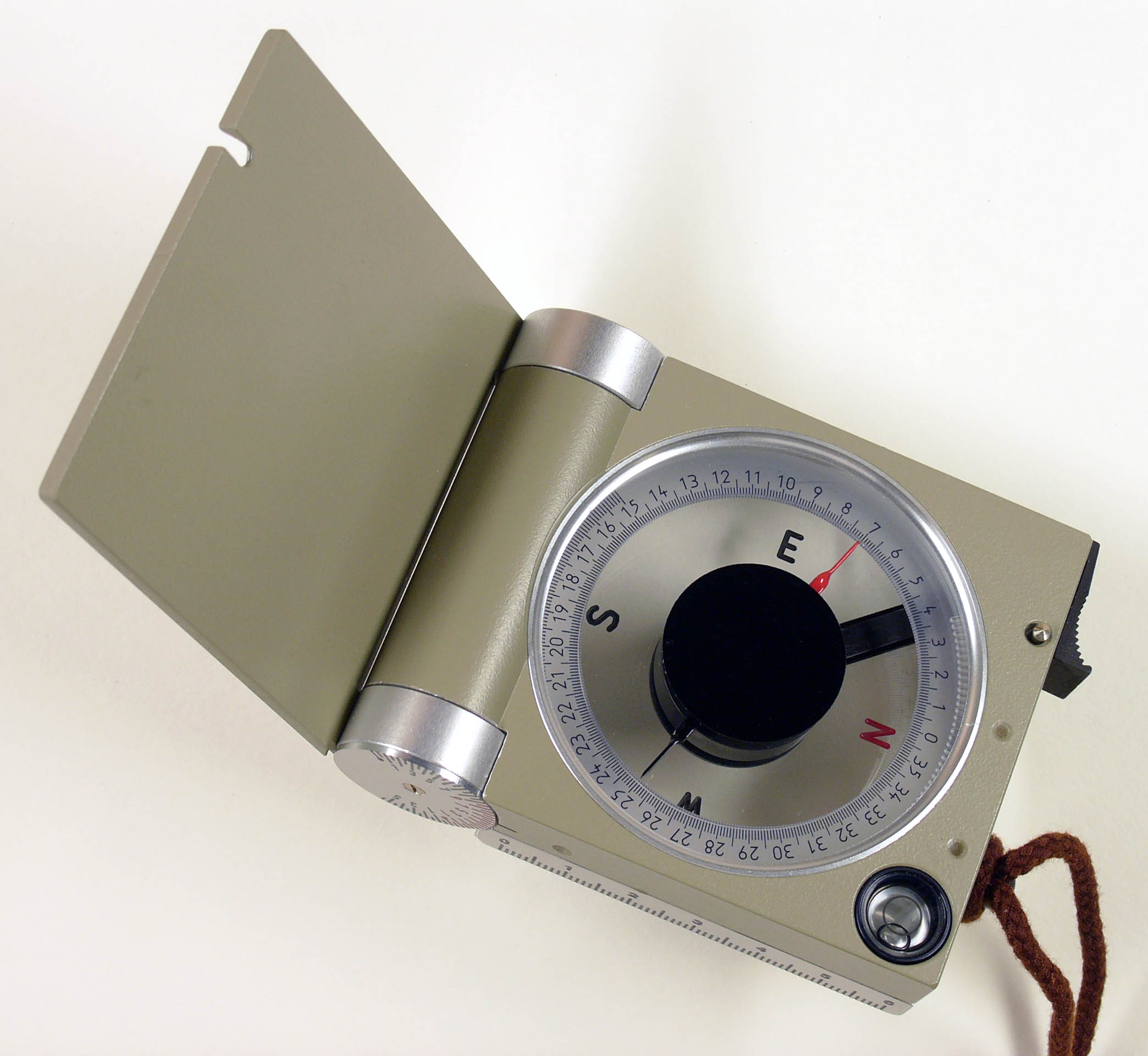
Brúixola utilitzada en enginyeria geològica

Una brúixola de mà és una brúixola magnètica compacta capaç de ser utilitzada amb una sola mà i equipada amb un dispositiu que permet registrar amb precisió un rumb o azimut cap un objectiu determinat o per poder determinar una ubicació. Les brúixoles de mà o d'alineació inclouen dispositius d'alineació senzills com les "mires d'armes", mires prismàtiques, mires directes i mires mirall (d'imatge reflectida). Amb la precisió addicional que ofereix el dispositiu d'alineació, i depenent de la construcció, les brúixoles de mà amb mira proporcionen una major precisió a l'hora de mesurar marcacions precises cap a un objectiu.
El terme brúixola de mà és utilitzat per alguns en les professions forestals i topogràfiques per referir-se a un determinat tipus de brúixola de mà optimitzada per al seu ús en aquests camps, també coneguda com a brúixola forestal. Una brúixola de mà també pot incloure les diverses versions de mà o de "butxaca" del tipus Brunton Transit de l'agrimensor o del geòleg.

## Història i ús

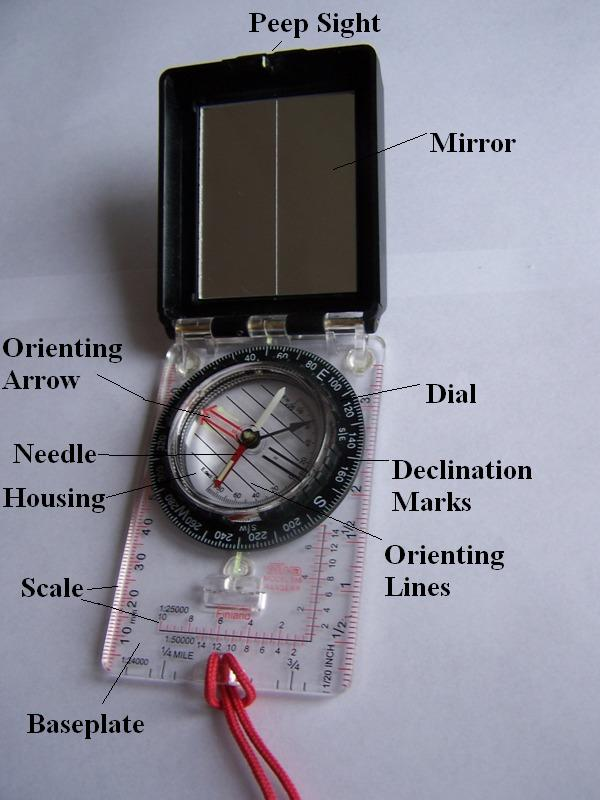
Parts d'una brúixola de placa base

Mentre que les petites brúixoles portàtils equipades amb dispositius d'alineació mecànics existeixen des de fa uns quants centenars d'anys, la primera brúixola de mà amb un dispositiu d'alineació va aparèixer al voltant de 1885. Aquests aviat van evolucionar cap a models més elaborats i especialitzats com la Brunton Pocket Transit patentada el 1894. Les brúixoles de mà aviat es van utilitzar àmpliament en la pràctica forestal, geologia, arqueologia, espeleologia, cartografia preliminar i topografia.

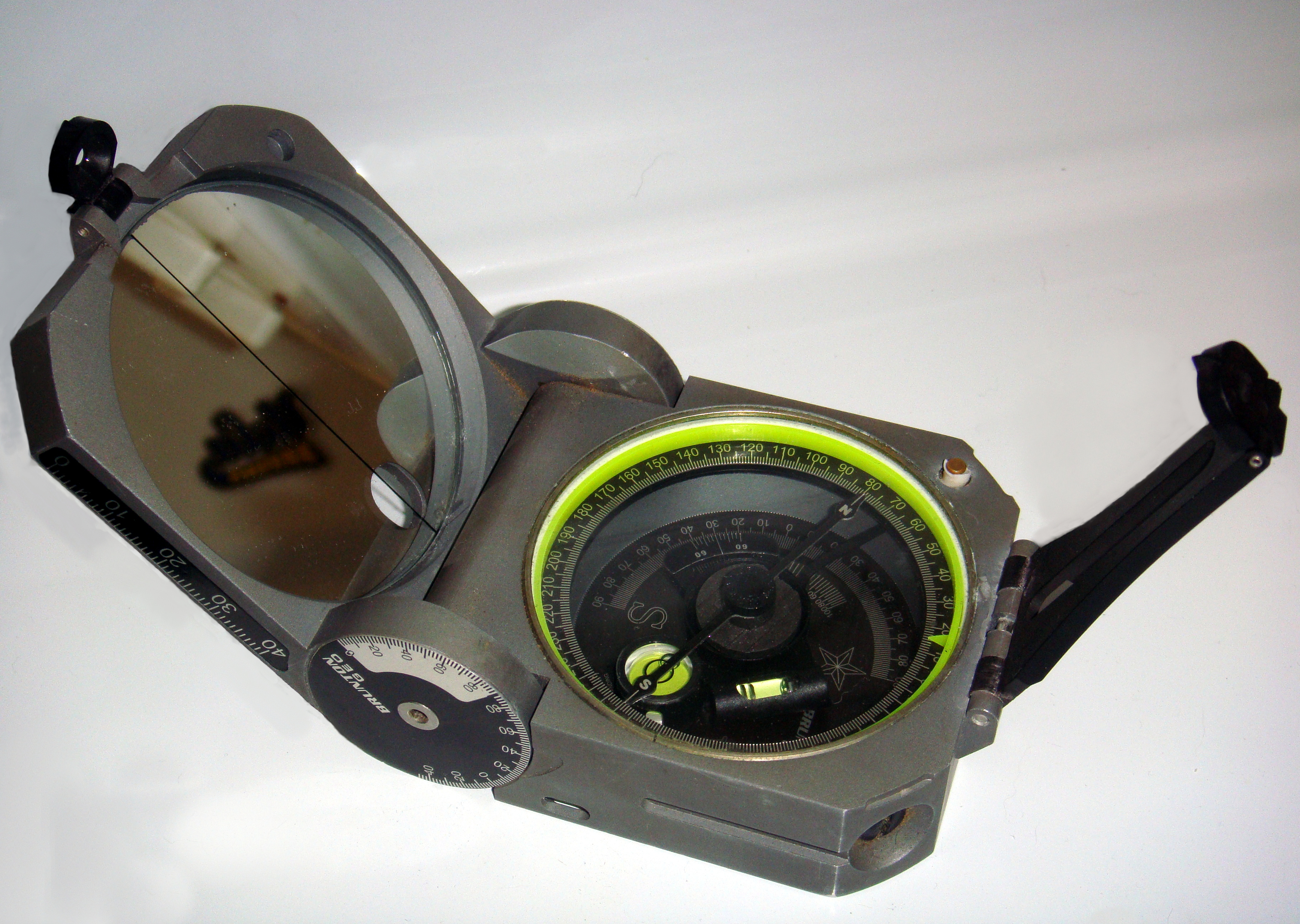
Un Brunton Geo estàndard, utilitzat habitualment pels geòlegs

Als Estats Units, la brúixola de mà es va fer molt popular entre els professionals forestals que buscaven una brúixola per traçar i estimar les localitzacions de la bona fusta. Tot i que la brúixola Pocket Transit era més que adequada per a aquest treball, era relativament cara. Per aquest motiu, es va introduir un nou tipus de brúixola de mà: la brúixola forestal o de creuer. Tradicionalment, les brúixoles de creuer comptaven amb una osca d'alineació, una agulla amortida mecànicament o "seca", una declinació ajustable i una esfera gran marcada en graus individuals mitjançant un calibratge en sentit contrari a les agulles del rellotge (posicions invertides est i oest). Sovint també s'hi instal·lava una base per a un trípode o un monòpode.
A finals de la dècada de 1960, molts professionals forestals havien començat a utilitzar els dissenys més moderns de brúixoles amortides per líquids, incloent models de transportadors amb miralls com el Silva Type 15 Ranger o el Suunto MC-1 (més tard, el MC-2 ). Aquestes brúixoles eren ràpides d'utilitzar, especialment al llarg de línies rectes de creuer i eren prou precises per a la majoria d'aplicacions professionals forestals. D'altra banda, els geòlegs, espeleòlegs, arqueòlegs, ornitòlegs i professionals forestals que es dedicaven a treballs de prospecció de precisió sovint utilitzaven models de lectura directa com el Suunto KB-14, brúixoles prismàtiques com el Suunto KB-77 o el tradicional Brunton Pocket Transit. Molts models presentaven una escala de quadrant opcional (0-90-0 graus) en lloc d'un sistema azimutal (0-360 graus).

Mitjançant l'ús d'una brúixola de mà en combinació amb fotografies aèries i mapes, una persona pot determinar la seva ubicació al camp, determinar la direcció cap a punts de referència o destinacions, estimar la distància, estimar l'àrea i trobar punts d'interès (línies de límit marcades, marcador USGS, centres de parcel·les). Per augmentar la precisió, moltes brúixoles de mà professionals continuen equipades amb suports de trípode. Tot i que la brúixola de mà continua emprant-se àmpliament en aquest tipus de treball, s'ha suplantat cada vegada més en els darrers anys per l'ús del GPS o receptor del sistema de posicionament global.

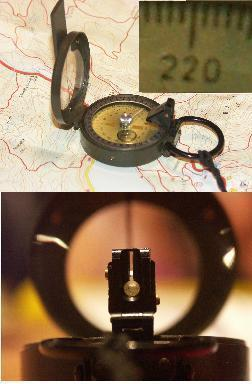
Brúixola de tarja flotant amb mira prismàtica (marca 220° al visor)

### Brúixola de mà nàutica
La brúixola de mà nàutica, ha estat utilitzada per embarcacions petites per part dels mariners de costa des de la dècada de 1920, com a mínim, per a mantenir el rumb o per a registrar rumbs precisos a punts de referència de la costa i poder determinar la posició mitjançant la tècnica de resecció.
En lloc d'una agulla o un disc magnetitzats, moltes de les brúixoles de mà porten un amortiment líquid amb un disseny de targeta flotant (una esfera graduada magnetitzada que flota sobre un pivot amb coixinet de rubí).
Equipada amb un prisma de visió, la brúixola de mà permet la lectura instantània de les marcacions cap endavant de l'usuari a un objecte o vaixell, i algunes també proporcionen la marcació recíproca. Entre els exemples moderns de brúixoles de mà nàutiques s'hi poden trovar el Suunto KB-14 i KB-77, i el Plastimo Iris 50.
Aquestes brúixoles solen tenir els dials graduats il·luminats per bateria o fotoluminiscents per utilitzar-los amb poca llum o foscor.